# Luston
Luston – osada i civil parish w Anglii, w hrabstwie Herefordshire. W 2011 roku civil parish liczyła 541 mieszkańców. Luston jest wspomniana w Domesday Book (1086) jako Lustone.